# Gmina związkowa Jockgrim
Gmina związkowa Jockgrim (niem. Verbandsgemeinde Jockgrim) – gmina związkowa w Niemczech, w kraju związkowym Nadrenia-Palatynat, w powiecie Germersheim. Siedziba gminy związkowej znajduje się w miejscowości Jockgrim.  

## Podział administracyjny
Gmina związkowa zrzesza cztery gminy wiejskie:
1. Hatzenbühl
2. Jockgrim
3. Neupotz
4. Rheinzabern